# Campeonato sub-19 de la AFF 2010
El Campeonato sub-19 de la AFF 2010 se llevó a cabo en Ho Chi Minh City, Vietnam del 24 al 30 de julio y contó con la participación de 4 selecciones juveniles del Sureste de Asia, Asia Oriental y Oceanía.
Australia venció en la final a Tailandia para ganar el título por tercera ocasión.

## Participantes
| - Australia - Corea del Sur | - Tailandia - Vietnam |

## Primera ronda
| País          | J | G | E | P | GF | GC | GD | Pts |
| ------------- | - | - | - | - | -- | -- | -- | --- |
| Australia     | 3 | 2 | 1 | 0 | 6  | 2  | +4 | 7   |
| Tailandia     | 3 | 0 | 3 | 0 | 2  | 2  | 0  | 3   |
| Corea del Sur | 3 | 0 | 2 | 1 | 1  | 2  | -1 | 2   |
| Vietnam       | 3 | 0 | 2 | 1 | 3  | 6  | -3 | 2   |

| 24 de julio de 2010 | Australia    | 1 - 0 | Corea del Sur | Thong Nhat Stadium, Ho Chi Minh City |  |
|                     | Petratos 23' | [http://www.aseanfootball.org/headlines_01.asp?id=1402 (enlace roto disponible en Internet Archive; véase el historial, la primera versión y la última). Reporte] |               |                                      |  |

| 24 de julio de 2010 | Vietnam   | 1 - 1 | Tailandia   | Thong Nhat Stadium, Ho Chi Minh City |  |
|                     | Thanh 76' | [http://www.aseanfootball.org/headlines_01.asp?id=1402 (enlace roto disponible en Internet Archive; véase el historial, la primera versión y la última). Reporte] | Khamrin 49' |                                      |  |

| 26 de julio de 2010 | Tailandia   | 1 - 1 | Australia | Thong Nhat Stadium, Ho Chi Minh City |  |
|                     | Sokjoho 71' | [http://www.aseanfootball.org/headlines_01.asp?id=1405 (enlace roto disponible en Internet Archive; véase el historial, la primera versión y la última). Reporte] | Hamill 4' |                                      |  |

| 26 de julio de 2010 | Corea del Sur | 1 - 1 | Vietnam    | Thong Nhat Stadium, Ho Chi Minh City |  |
|                     | Lee Ki-Je 58' | [http://www.aseanfootball.org/headlines_01.asp?id=1405 (enlace roto disponible en Internet Archive; véase el historial, la primera versión y la última). Reporte] | Thanh 90+' |                                      |  |

| 28 de julio de 2010 | Corea del Sur | 0 - 0 | Tailandia | Thong Nhat Stadium, Ho Chi Minh City |  |
|                     |               | [http://www.aseanfootball.org/headlines_01.asp?id=1407 (enlace roto disponible en Internet Archive; véase el historial, la primera versión y la última). Reporte] |           |                                      |  |

| 28 de julio de 2010 | Vietnam   | 1 - 4 | Australia                                         | Thong Nhat Stadium, Ho Chi Minh City |  |
|                     | Thanh 57' | [http://www.aseanfootball.org/headlines_01.asp?id=1407 (enlace roto disponible en Internet Archive; véase el historial, la primera versión y la última). Reporte] | Amini 1' · Leckie 14' · Halloran 40' · Babalj 73' |                                      |  |

## Tercer lugar
| 30 de julio de 2010 | Vietnam                                                   | 1 - 1 (6 - 7 p) | Corea del Sur | Thong Nhat Stadium, Ho Chi Minh City |  |
|                     | Thinh 51' · Bao · Thinh · Nam · Tú · Phwong · Ngo · Quang | Reporte         | Kim Ryun-Do 9' · Lee Jong-Ho · Kim Young-Wook · Choi Seung-Keun · Lee Ki-Je · Jang Hyung-Soo · Lee Jae-Gwan · Kim Young-Nam |                                      |  |

## Final
| 30 de julio de 2010 | Australia  | 1 - 0   | Tailandia | Thong Nhat Stadium, Ho Chi Minh City |  |
|                     | Babalj 81' | Reporte |           |                                      |  |

## Campeón
| Campeonato sub-19 de la AFF 2010 |
| -------------------------------- |
| Bandera de Australia             |
| Australia 3º Título              |